# Galerie Robert-Guttmann
Située dans la section nord-est du nouveau complexe du Musée Juif à Prague, la Galerie Robert-Guttmann (du nom d’un célèbre peintre praguois) est une galerie moderne de 80 m2 qui accueille des expositions temporaires sur les artistes juifs tchèques des XIXe et XXe siècles, sur l’art d’après-guerre, et sur l’art moderne.

## Présentation
La salle récemment ouverte couvre une superficie de 80 m2 et remplit toutes les exigences d’une galerie moderne. Elle est située au rez-de-chaussée dans la partie nord-est du nouveau complexe du Musée Juif. L’utilisation de fenêtres teintes ajustables de haute qualité et d’une porte à double battant permet de contrôler entièrement la température et l’humidité de la salle, afin de rassembler les conditions idéales pour l’exposition des matériaux les plus sensibles (parchemins, vieux livres imprimés, textiles historiques). L’utilisation d’éclairage économique et la possibilité de régulation de l’intensité et de l’angle de la lumière rendent possible l’exposition de matériaux historiques extrêmement sensibles à la lumière. Le projecteur en continu au-dessus du mur est équipé de capteurs sensibles, assurant ainsi un affichage sûr et esthétique des images.
L’ouverture d’une nouvelle galerie aux expositions temporaires était attendue depuis bien longtemps. Vu que la collection d’art du musée se vantait d’avoir acquis les plus importantes pièces pendant le XXe siècle, la nouvelle galerie sera l’endroit principal où seront exposées les œuvres d’art de cette collection, qui n’a été montrée que pendant peu de temps. Les expositions se concentreront essentiellement sur les artistes tchèques juifs de la fin du XIXe siècle et du début du XXe siècle ; cependant, il est également prévu de mettre en vedette l’art d’après-guerre et l’art contemporain.
La galerie tire son nom du célèbre peintre praguois Robert Guttmann, dont l’œuvre est présentée dans la première exposition. De cette manière, le Musée Juif espère susciter chez le public un intérêt pour cet artiste et soutenir de jeunes artistes dans leur recherche d’originalité en expression artistique. Il y aura également des expositions d’œuvres historiques qui mettront en exergue la contribution des artistes juifs dans les différents domaines de la culture tchèque. La galerie tiendra de quatre à cinq expositions par an. Pour les prochaines années, il est déjà prévu de mettre en vitrine les œuvres d’un certain nombre d’artistes tchèques juifs, dont Emil Orlik, Alfred Justitz, Jiří Kars, Bedřich Feigl et une foule d’autres noms moins connus.

## Source
- La Galerie Robert-Guttmann sur le site du Musée juif de Prague